# Fumettibrutti
Fumettibrutti, seudónimo de Josephine Yole Signorelli, (Catania, 10 de diciembre de 1991) es una dibujante y activista italiana.

## Trayectoria
Josephine Yole es una mujer transgénero. Tras graduarse en diseño gráfico en el Instituto Estatal de Arte de Catania en 2010, continuó sus estudios en el curso de pintura en la Academia de Bellas Artes, también en su ciudad natal, obteniendo su título en 2013. Después se trasladó a Bolonia para asistir al curso de especialización en "Linguaggi del Fumetto" en la Academia de Bolonia, completándolo en 2019.
Rápidamente se convirtió en una celebridad de internet tras la apertura de su proyecto artístico en las redes sociales, y fue contactada por Feltrinelli en Milán para debutar con una publicación de autor en la nueva serie editorial 'Feltrinelli Comics', inaugurada en 2018, ganando el Premio Micheluzzi a la Mejor Primera Obra en Napoli Comicon, el Premio Cecchetto al Mejor Talento Emergente en el Festival del Cómic de Treviso, y el Gran Guinigi como Mejor Revelación en Lucca Comics & Games.

## Obra
- Romanzo esplicito. Milano. 2018. ISBN 9788807550072.
- P. La mia adolescenza trans. Milano. 2019. ISBN 9788807550348.
- Anestesia. Milano. 2020. ISBN 9788807550607.

Antologías
- Fumettibrutti (2018). «Lola Space, Bang and Kiss».  En Marco Galli, ed. Materia Degenere. Torino. ISBN 9788894203769.
- Fumettibrutti (2019). «Ave».  En Elisabetta Sedda, ed. Post Pink. Antologia di fumetto femminista. Milano. ISBN 9788807550218.
- Fumettibrutti, ed. (2020). Sporchi e Subito. Milano. ISBN 9788807550508.